# 북인도

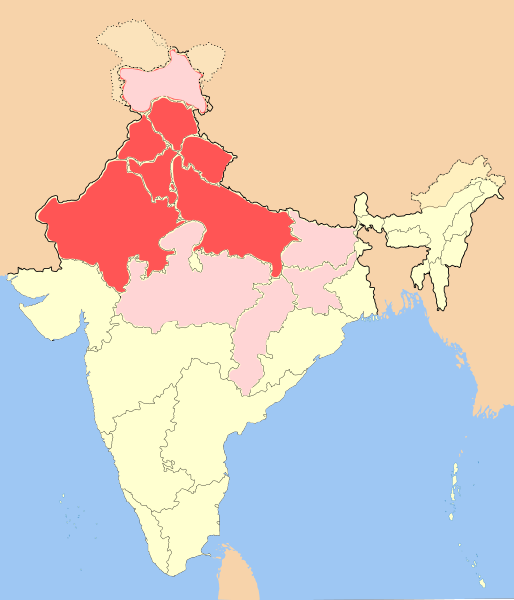
북인도

북인도는 인도 아대륙의 북부 지역을 말한다. 

## 민족
주로 인도아리아인 계열의 인도인들이 살고 있으며 이 때문에 과거 인도아리아인들은 이 땅을 아리아바르타라고 불렀다. 인구는 139,112,287명이다. 

## 언어
주로 인도아리아어군 계열의 언어를 사용한다.

## 경제
북인도 지역은 인도 역사의 중심 지역이었기 때문에 주로 관광업 기반의 산업이 발달하였다. 또한 북인도는 내륙 지방에 속하기 때문에 해안 지방에 속해 과거부터 해양 무역이 활발하게 행해지고 있는 남인도와 서인도에 비해서 가난한 경우가 많다. 

## 종교
대부분 힌두교를 믿지만 시크교의 중심지인 펀자브 등 특정 지역에서는 힌두교 못지않은 강세를 보이는 타종교들이 존재한다. 또한 북인도 지역에 거주하는 힌두교도들은 대부분 비슈누파인 경우가 많다.

## 같이 보기
- 북동인도
- 남인도